# Епархия Дигоса

Провинция Южный Давао (выделено красным)

Епархия Дигоса (лат. Dioecesis Digosensis) — епархия Римско-Католической церкви с центром в городе Дигос, Филиппины. Епархия Дигоса распространяет свою юрисдикцию на провинцию Южный Давао. Епархия Дигоса входит в митрополию Давао. Кафедральным собором епархии Дигоса является церковь Пресвятой Девы Марии.

## История
5 ноября 1979 года Римский папа Иоанн Павел II выпустил буллу Sacer praesul Ecclesiae, которой учредил епархию Дигоса, выделив её из архиепархии Давао.

## Ординарии епархии
- епископ Generoso C. Camiña (20.09.1979 — 11.02.2003);
- епископ Guillermo Dela Vega Afable (11.02.2003 — по настоящее время).

## Источник
- Annuario Pontificio, Libreria Editrice Vaticana, Città del Vaticano, 2003, ISBN 88-209-7422-3
- Булла Sacer praesul Ecclesiae  (лат.)